# 生存 LifE
『生存 LifE』（ライフ）は、福本伸行が原作、かわぐちかいじが作画をつとめた日本の漫画作品。1999年、講談社『ヤングマガジンアッパーズ』に連載された。2002年にはテレビドラマ化された。

## 概要
原作者は、『賭博黙示録カイジ』などの作者である漫画家の福本伸行。『告白 CONFESSION』でもタッグを組んでいる。
娘を殺害した犯人を、余命少ない父親が捜すストーリー。1999年に書かれたため、殺人罪の公訴時効が15年になっている。また容疑者が一時的な海外渡航をしていたことで刑事訴訟法第255条の海外逃亡中の公訴時効停止にも触れられている。

## あらすじ
プロローグ
1999年4月、大手企業に勤める武田は、亡き妻と同じ肝臓がんを患い、余命半年だと病院で告げられる。武田は一度は自殺を試みようとするが、その矢先に「長野県で14年前の1984年9月に失踪した、当時16歳だった娘・佐和子の遺体が発見された」と、警察からの連絡で知らされる。
娘に対する殺人の公訴時効が「あと半年残っている」ことを知った武田は、自身の余命と同じ期間であることに運命を感じ、「娘を殺した犯人を捜しだす」ことを決意する。会社を辞めた武田は、長野県警N市中央署刑事・村井の協力を得て、一人で捜査を開始する。
序盤
16年前の佐和子の足取りを追っていくうちに、佐和子が美術館の「海野たつき展」に行っていたこと、かつて武田と旅行した「思い出の場所」に行っていたこと。その場所に埋めたタイムカプセルを掘り起こしたところ、16歳の娘が入れた絵が見つかる。その絵には、「青い車」が描かれており、まるで娘を覗き見ていたような場所であった。
当時、たつき展に訪れた人たちに写真を見せてもらったところ、青いセダンに乗った男に娘がついていったことが判明する。しかし、それらの証拠を見せたものの、警察はまったく相手にしようとはしなかった。
しかし唯一、村井刑事だけが連日にわたって独自に捜査し、武田の家に電話で報告を続けてくる。やがて、娘が「海外ボランティア」に興味を持っていることがわかり、その運営スタッフに話を聞くと、「父の迎えが来てますので」と言ったという。
中盤
公訴時効が過ぎた後も、犯人が海外渡航していた可能性を考え、武田と村井は独自捜査を継続する。そんな中、佐和子の知人に「青いセダン」を所有していた佐藤裕太という男がいたことが判明。スクラップ屋に積まれた自動車の山から、彼の所有していたカマロを発見し、トランクルームには「佐和子が残した遺書」が書き残されていた。
1年の渡航歴のある佐藤は時効になっておらず、「佐藤、1063636、1055915、たすけて父さん佐和子」という遺書から、佐藤の疑いは決定的だと思われたが、彼には当日アリバイがあった。佐藤の話によると、青のカマロは当時何人かの知人に貸しており、そのうちの一人が「さとちゃん」という呼び名の知人であったという。娘はそれを「佐藤」だと誤認していたのだ。
終盤
その後、その捜査線上に、武田の部下だった中村さとしの名前が浮かび上がり、武田は「中村こそが犯人」だと確信する。武田たちの追及によって、公訴時効が過ぎた中村は「自身が犯人であること」を認める。村井刑事は事件直後に武田家に届いた娘のハガキの消印から消印の日まで生きて娘自身が投函したとして公訴時効は成立していないと主張するも、中村はハガキは殺害して死体遺棄後に自分が捜査かく乱のために自分が出しており自分のパスポートの海外渡航履歴から消印の日の犯行は不可能であると主張する。
武田は娘が残した「1063636、1055915」という謎の数字が、当日の「株式相場の平均株価」であることを解き、死亡したと思われた日よりも2日長く生きていたとして、まだ公訴時効内であることを証明し、中村は警察に逮捕される。
エピローグ
余命半年だった武田は、がんがほとんど進行していないことが判明し、佐和子の遺志を継いで、海外ボランティアへと旅立つ。

## 登場人物
武田信太郎
東和建設幹部。仕事人間で家庭をあまり顧みなかった。
亡き妻と同じ肝臓癌を患い、余命半年と告げられる。自殺を考えるが、失踪していた娘の遺体が発見されたと一報を受け、自殺を思い留まる。自分の残りの人生をかけて、娘を殺した犯人を捜すために奔走する。
村井
長野県警N市中央署刑事。
過去に犯人と目星をつけた2人を決定的証拠がなく、起訴に持ち込めなかった経験がある。武田の犯人探しに協力的な姿勢をみせる。
村井の部下
長野県警N市中央署刑事。
武田佐和子殺害事件について当初はぞんざいな扱いをしていたが、村井の捜査姿勢を見て協力的になる。
武田佐和子
武田の娘。高校を不登校になり、失踪する。
1984年9月に16歳で殺害され、1999年4月に遺体が発見される。
武田直美
武田の妻。
失踪した娘のことを気にかけながら闘病生活を続けるも、肝臓癌で他界。
佐藤裕太
ビルオーナーである父親に持つニート。18歳から高級車を使い、何度も乗り換えている車道楽。
中村さとし
東和建設社員。武田の部下。

## 単行本
- 原作：福本伸行・作画：かわぐちかいじ 『生存 LifE』 講談社〈アッパーズKC〉、全3巻
  1. 2000年7月9日発売 ISBN 4-06-346066-5
  2. 2000年8月9日発売 ISBN 4-06-346068-1
  3. 2000年9月8日発売 ISBN 4-06-346073-8
- 原作：福本伸行・作画：かわぐちかいじ 『生存 LifE』 講談社〈講談社漫画文庫〉、全1巻
  1. 2007年12月21日発売 ISBN 978-4-06-370516-4
- 原作：福本伸行・作画：かわぐちかいじ 『新装版 生存 LifE』 講談社〈KCデラックス〉、全2巻
  1. 2012年5月7日発売 ISBN 978-4-06-376643-1
  2. 2012年5月7日発売 ISBN 978-4-06-376644-8

## テレビドラマ
『生存 愛する娘のために』（せいぞん あいするむすめのために）のタイトルで、NHK総合テレビの月曜ドラマシリーズ（毎週月曜日21:15 - 21:58）枠にてテレビドラマとして2002年2月11日 - 3月4日に放送された。
上野樹里にとっては、本作がテレビドラマ初出演作となった。

### 原作からの変更点
- 中年の男性刑事だった村井は、30代前半の女性刑事「村井飛鳥」に変更された。

### キャスト
- 武田正生：北大路欣也
- 村井飛鳥：富田靖子
- 武田佐和子：上野樹里
- 武田直美：土田早苗
- 中村：別所哲也
- 手塚：野村宏伸
- 白川：平田満
- 川崎：岸部一徳
- 井之上チャル
- 佐川満男
- 三林京子
- 大竹修造
- 安部潮
- 栗塚旭
- 藤田弓子
- 亀山忍

### スタッフ
- 脚本：青柳祐美子、森脇京子
- 演出：大森青児
- 音楽：野見祐二
- 制作・著作：NHK大阪放送局